# Směnná smlouva
Směnná smlouva je jedním ze smluvních typů. Jde o obdobu kupní smlouvy, základním rozdílem ovšem je, že protihodnotou za věc získanou takto do vlastnictví zde nejsou peníze, ale zase jiná věc. Jejím prostřednictvím se tak realizuje směnný, neboli barterový obchod. Kdyby nedošlo k majetkovému protiplnění, šlo by už o darování.
Český občanský zákoník ji upravuje v ustanoveních § 2184–2188 a od kupní smlouvy se odlišuje dále v tom, že nahodilá zkáza nebo podstatné zhoršení věci ještě před jejím odevzdáním vede k anulování smlouvy, resp. k právu od ní odstoupit, ledaže bylo dohodnuto, že nabyvatel věc získá „jak stojí a leží“. Plody a užitky z věci náleží zciziteli do doby, než ji měl podle smlouvy odevzdat.